# Aleucanitis reducta
Aleucanitis reducta là một loài bướm đêm trong họ Noctuidae.